# Botanischer Garten der Universität Graz

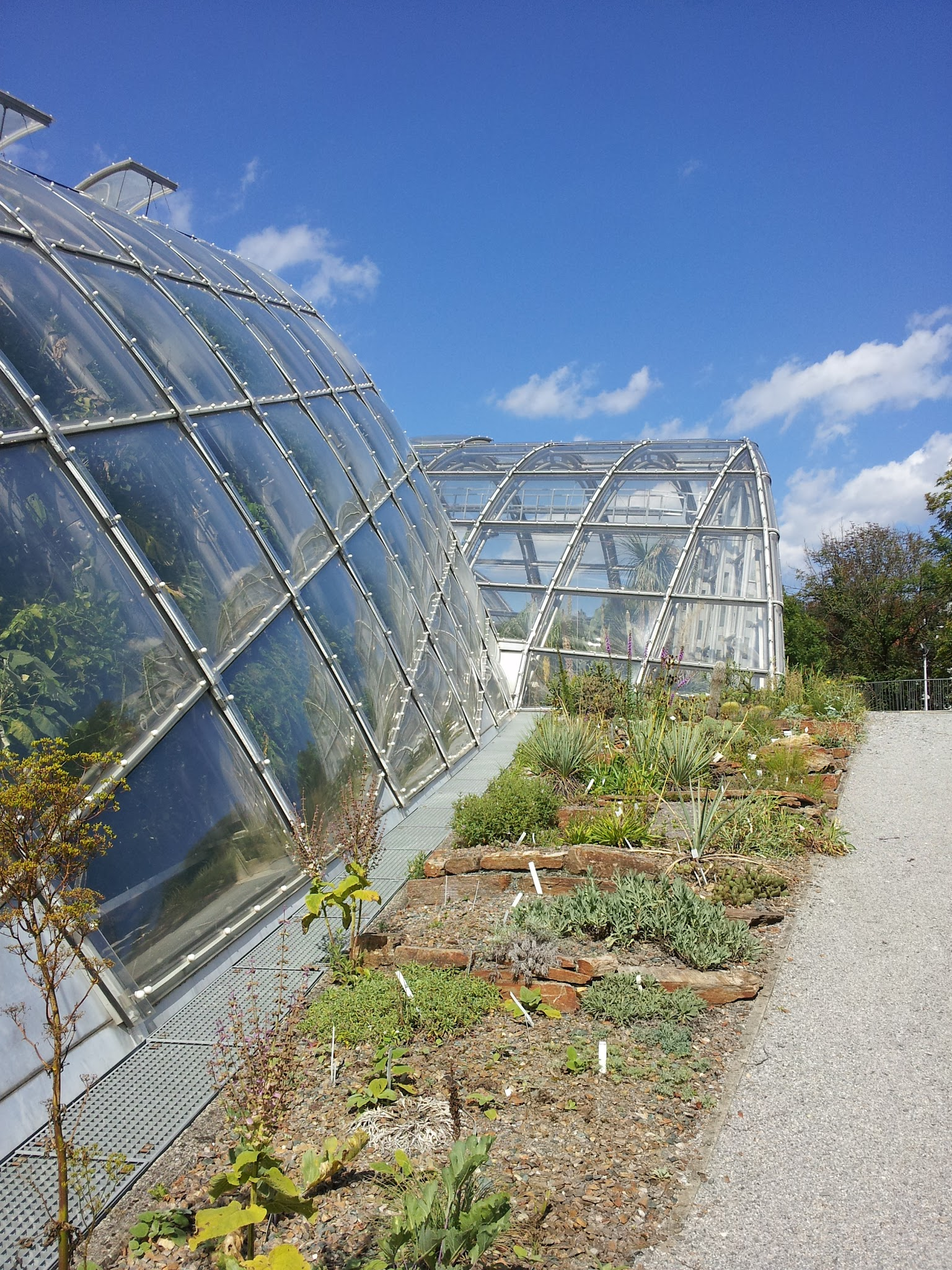
Neue Gewächshäuser

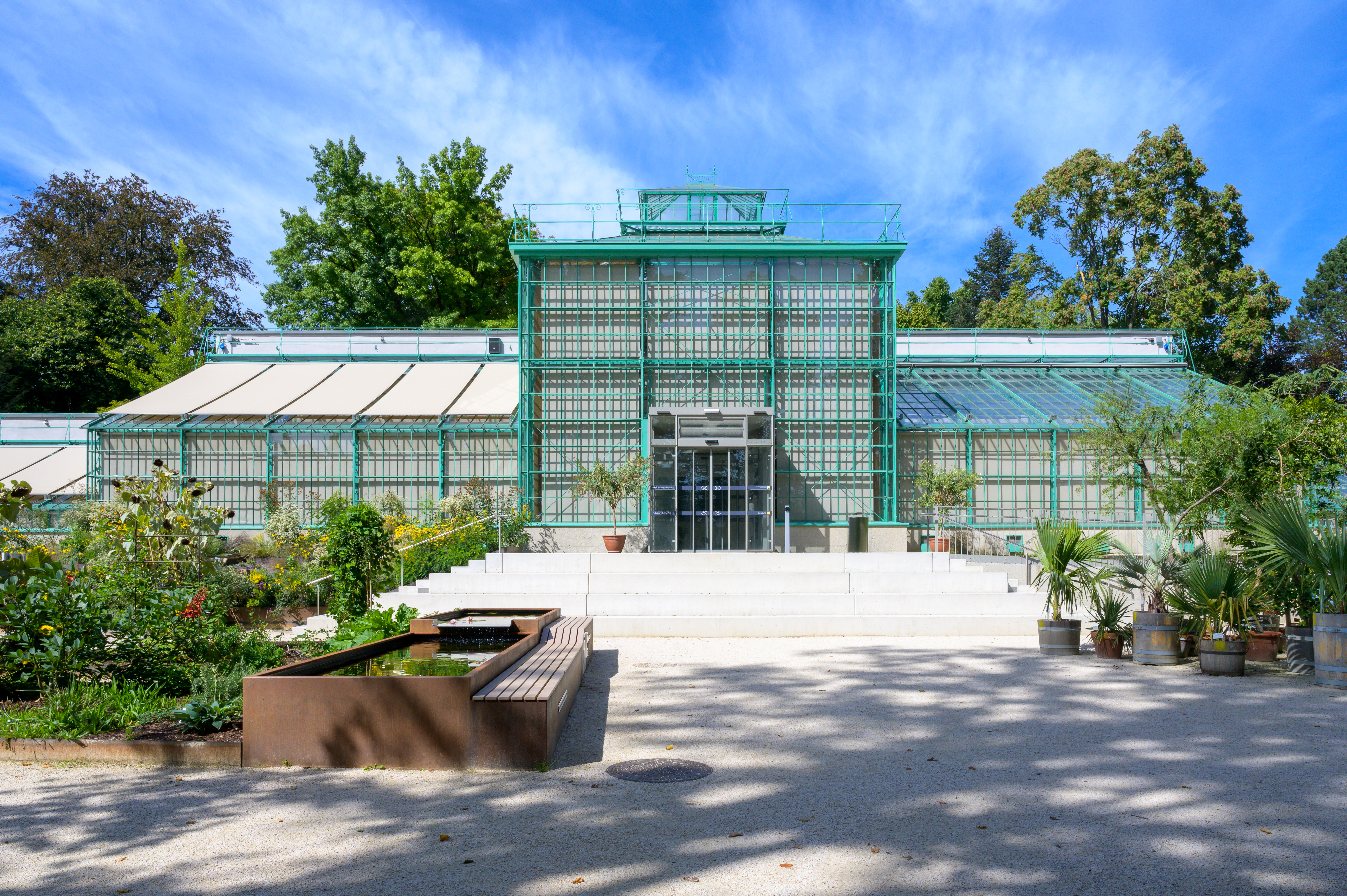
Das sanierte Alte Gewächshaus 2022

Der Botanische Garten am Institut für Pflanzenwissenschaften der Universität Graz befindet sich im dritten Grazer Stadtbezirk Geidorf.
Die aktuell im Betrieb befindlichen neuen Gewächshäuser bestehen aus dem Tropenhaus, dem Kalthaus, dem Temperierthaus und dem Sukkulentenhaus.

## Geschichte
Ursprünglich 1811 als Bestandteil des Joanneums vorgesehen und aufgebaut, wich der Botanische Garten 1887 in die Schubertstraße, den heutigen Standort, aus.
Die neuen Gewächshäuser sind das Ergebnis eines Architekturwettbewerbs, den Volker Giencke 1982 gewann. Im Jahr 1989 wurde mit dem Bau begonnen. Die Konstruktion besteht aus Aluminium-Parabelbögen, die Hülle aus gewölbten Acrylglasplatten. Die Eröffnung fand am 25. Juni 1995 statt.
Der Bau des ersten Gewächshauses begann 1889. Es wurde bis zur Eröffnung der neuen Gewächshäuser im Jahr 1995 benutzt; ein Abriss war für das Jahr 1997 geplant, wurde in Folge des Engagements einer Bürgerinitiative jedoch nicht durchgeführt. Das historische Gewächshaus steht seit 2008 unter Denkmalschutz und war bis 2020 ungenutzt. Nach umfassenden Sanierungsarbeiten wurde dieses Gebäude im September 2021 wiedereröffnet.

## Zugang
Sowohl der Freilandbereich als auch die Gewächshäuser sind bis auf den Zeitraum vom 24. Dezember bis 6. Jänner des darauffolgenden Jahres über den Eingang in der Schubertstraße frei zugänglich. Der Botanische Garten inklusive Gewächshäuser sind täglich von 08:00 Uhr bis 14:30 Uhr geöffnet. Von 15. Mai bis 15. September ist der Garten bis 16:30 Uhr geöffnet.

## Galerie

Botanischer Garten Graz
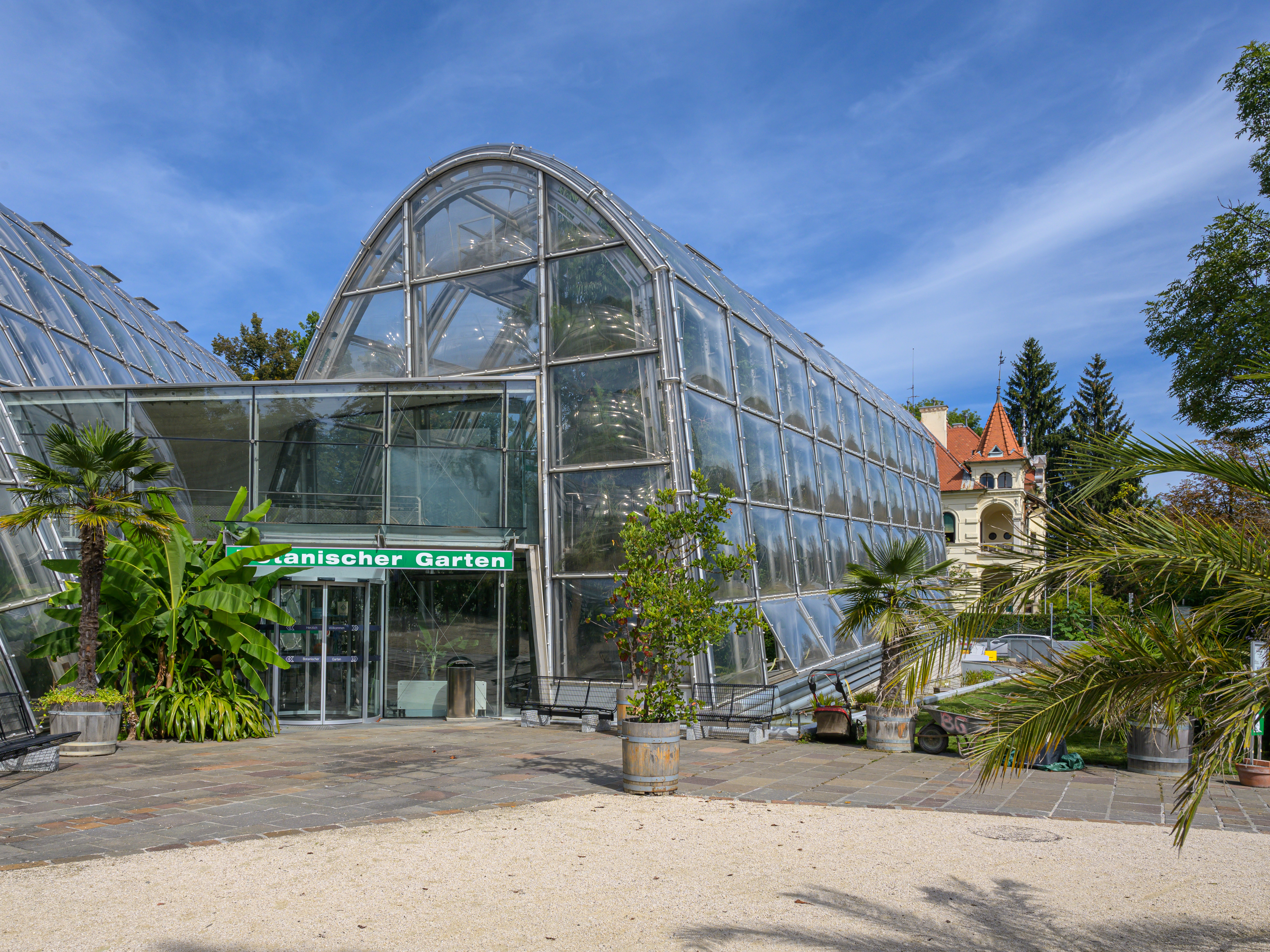
Graz Botanischer Garten Haupteingang und Kalthaus
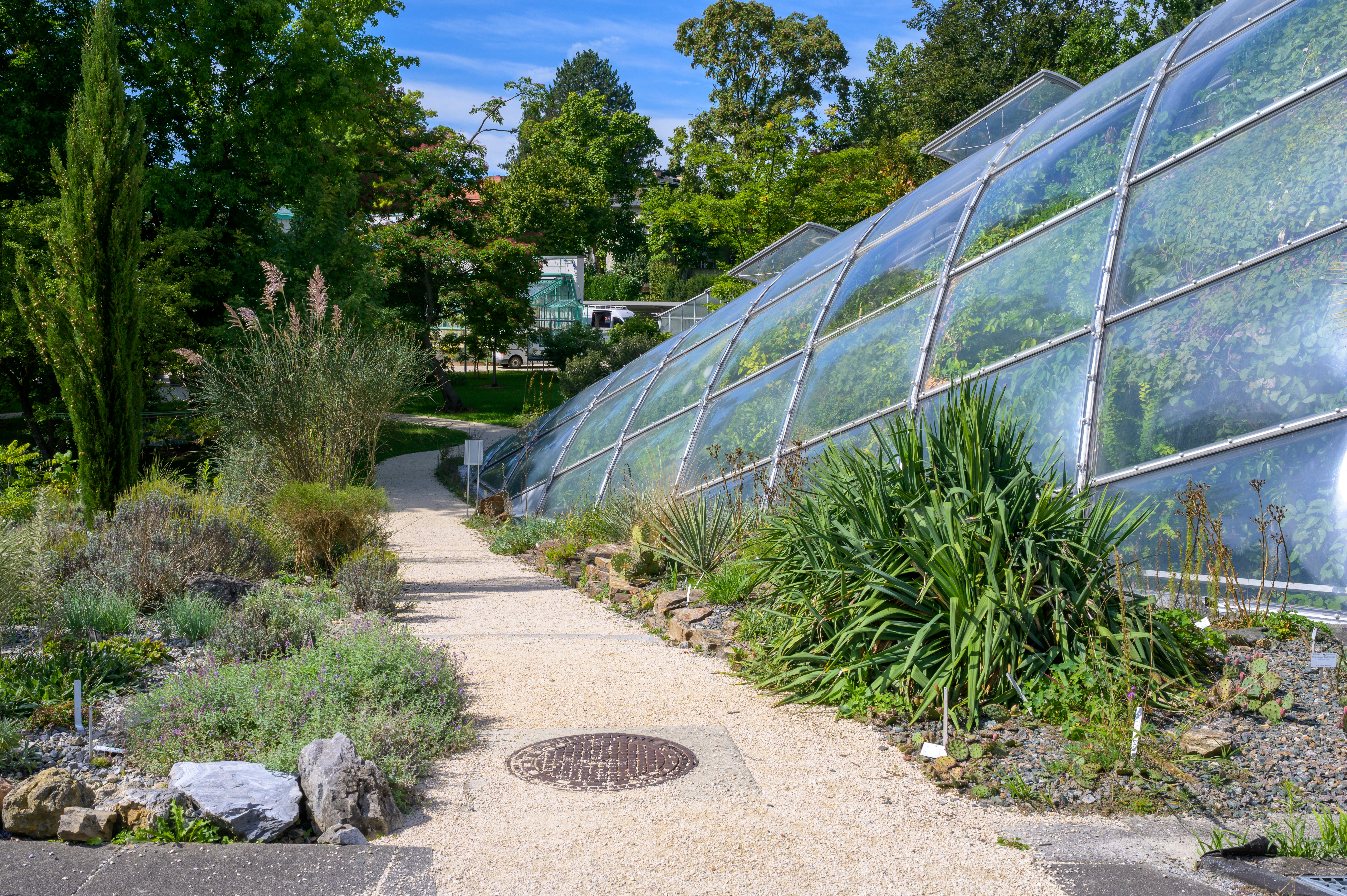
Tropenhaus und Wüstengarten
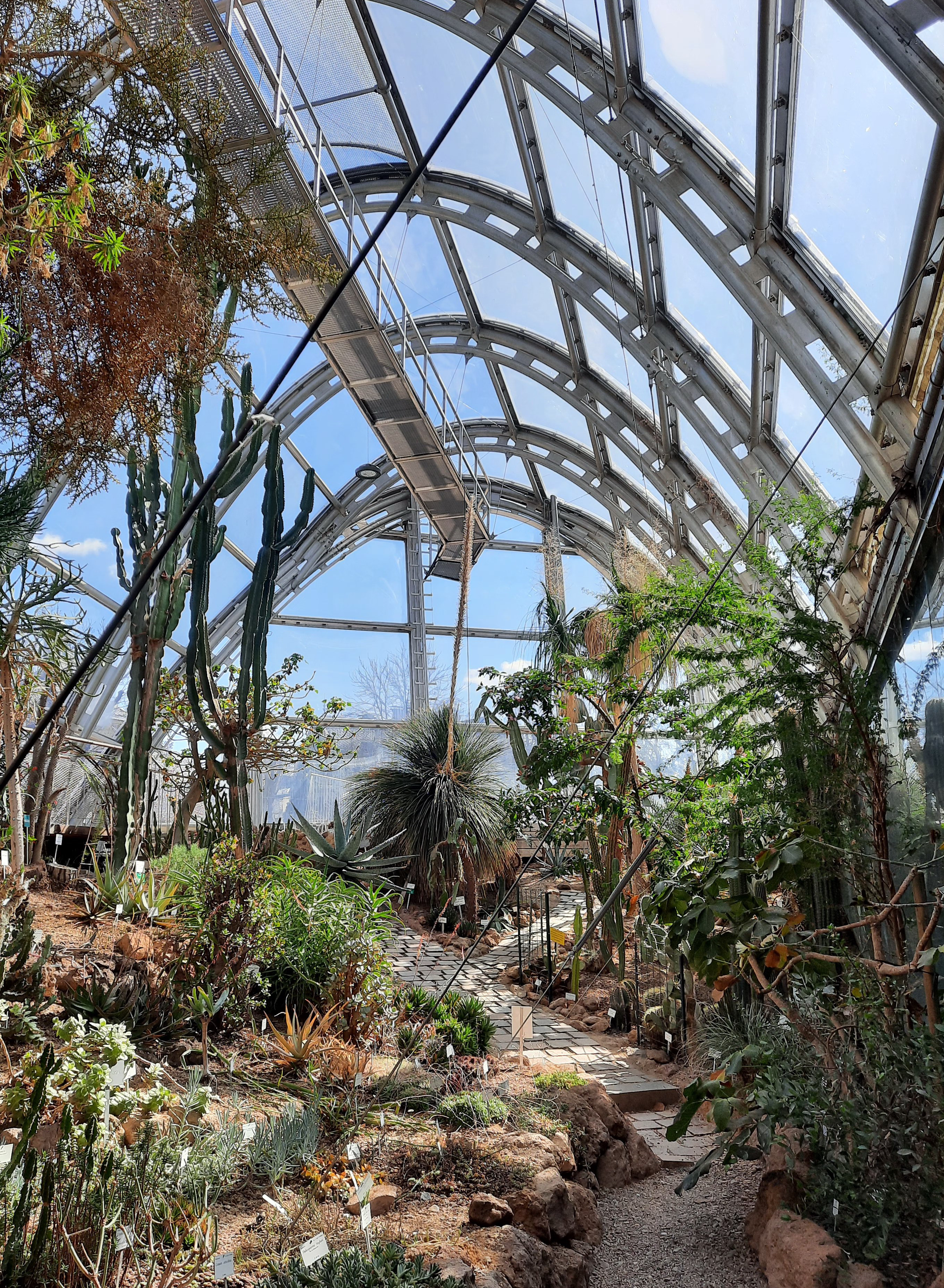
Graz Botanischer Garten, Sukkulentenhaus
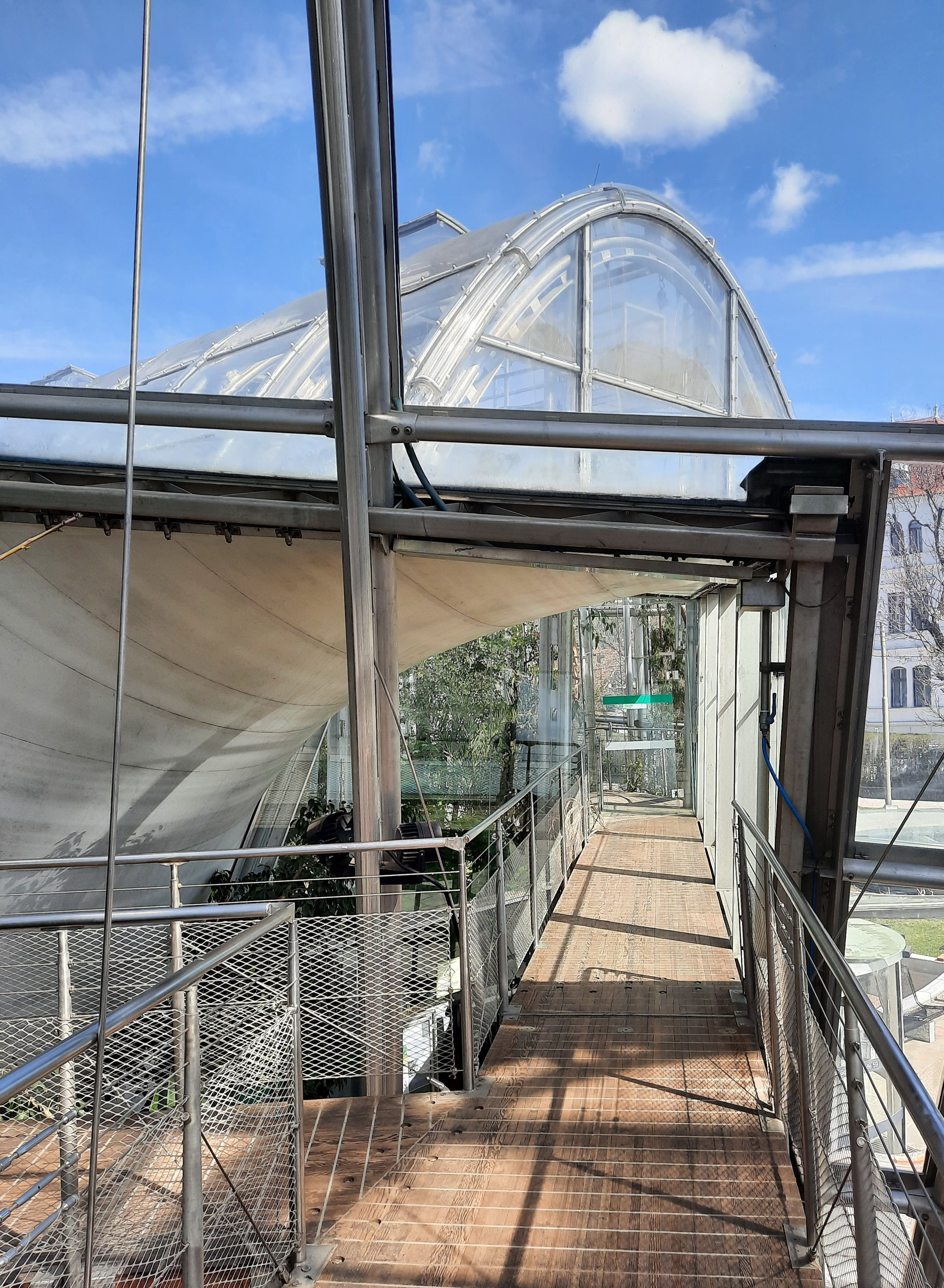
Skywalk als Verbindung zwischen den Gewächshäusern
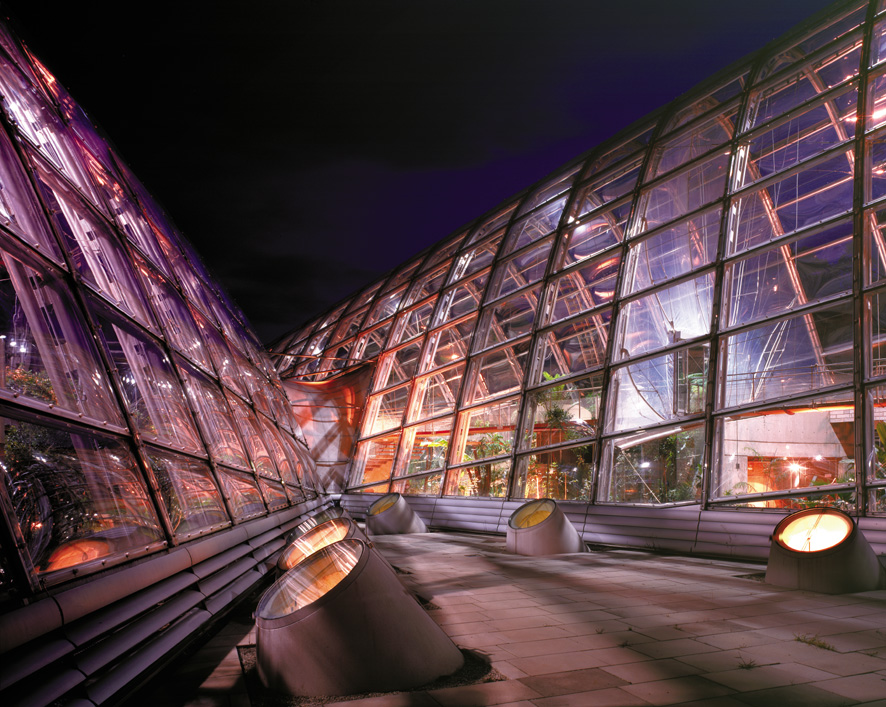
Gewächshäuser des Botanischen Gartens bei Nacht
Kalthaus bei Nacht
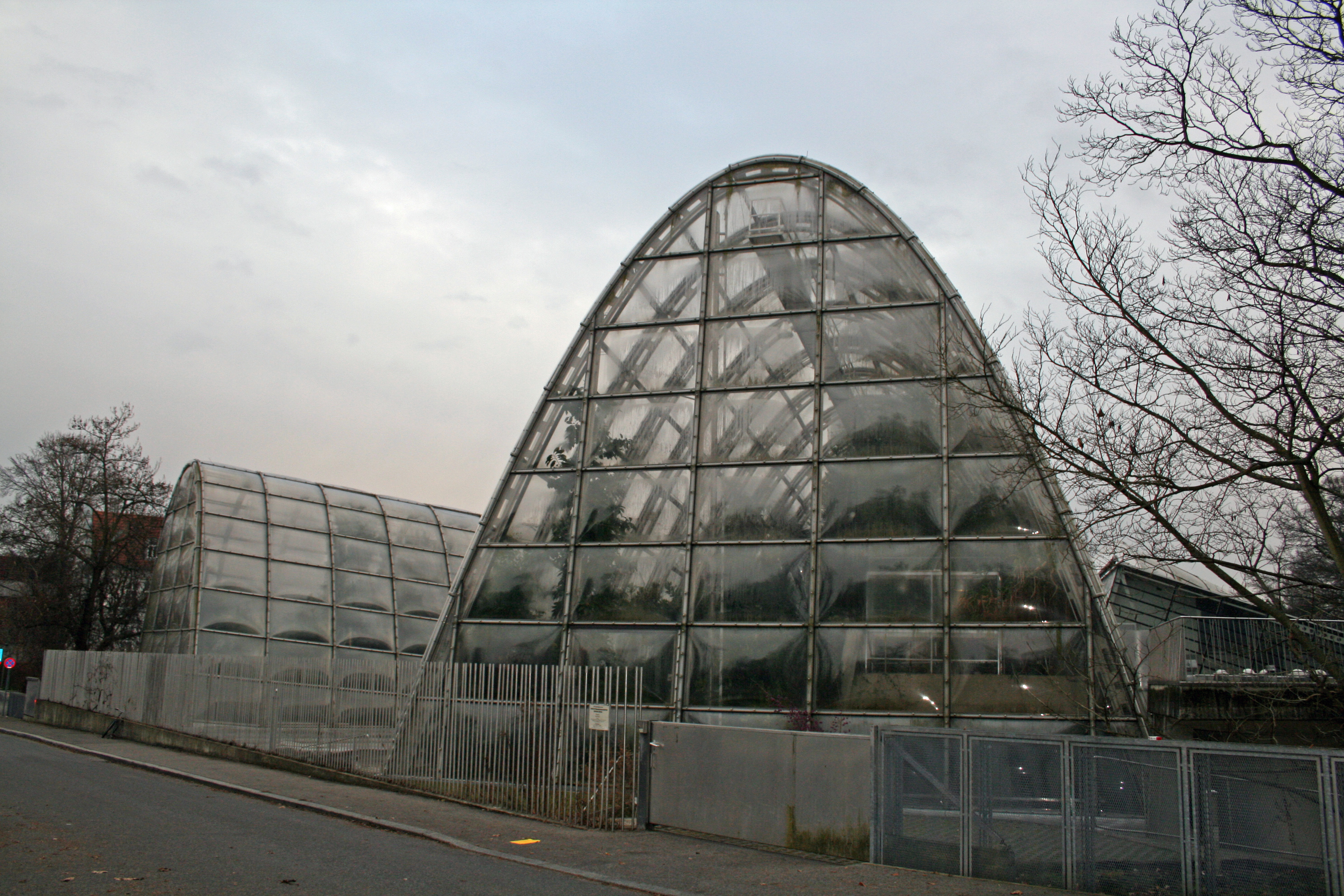
Temperierthaus (rechts) und Kalthaus (links)
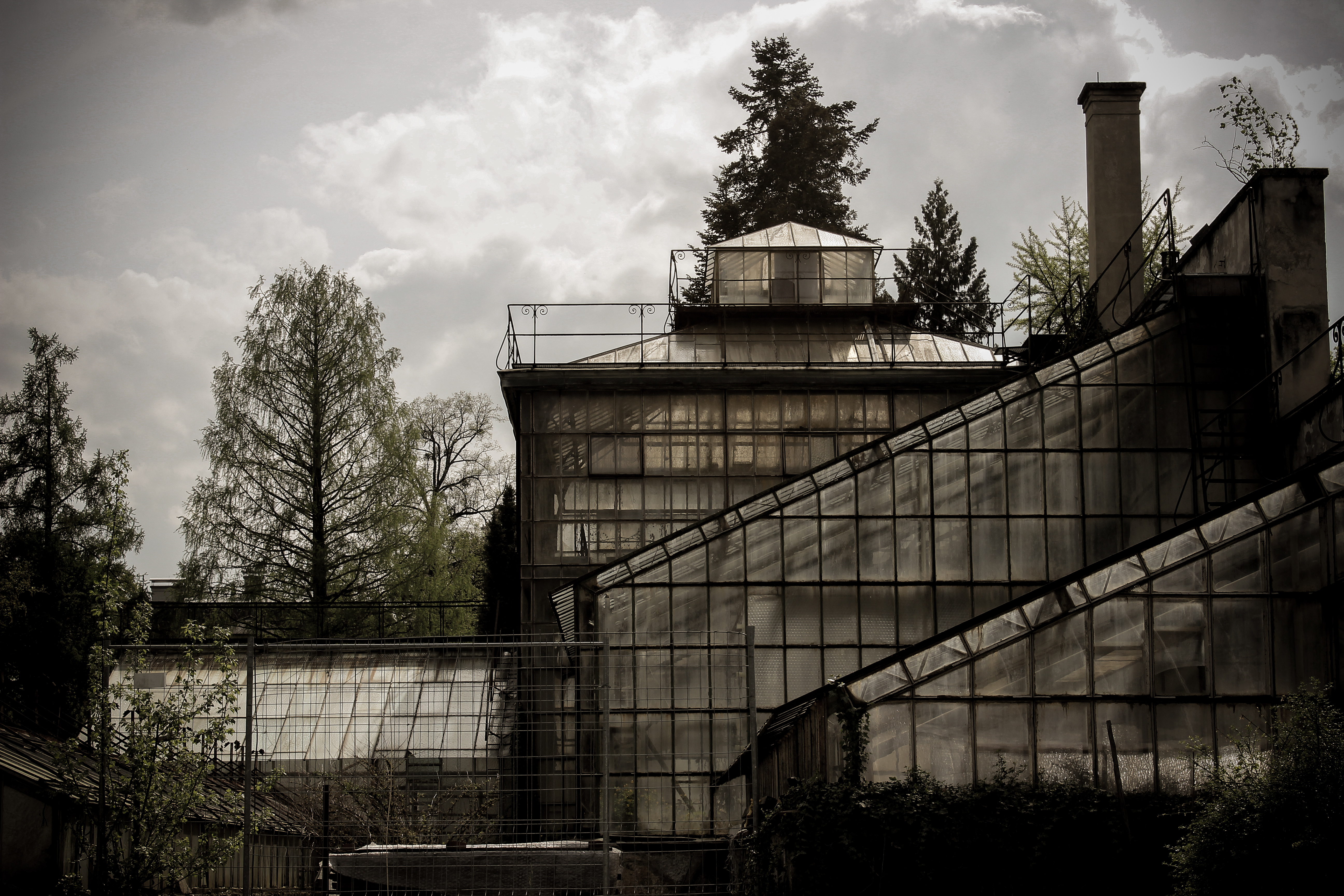
Altes Gewächshaus vor der Sanierung
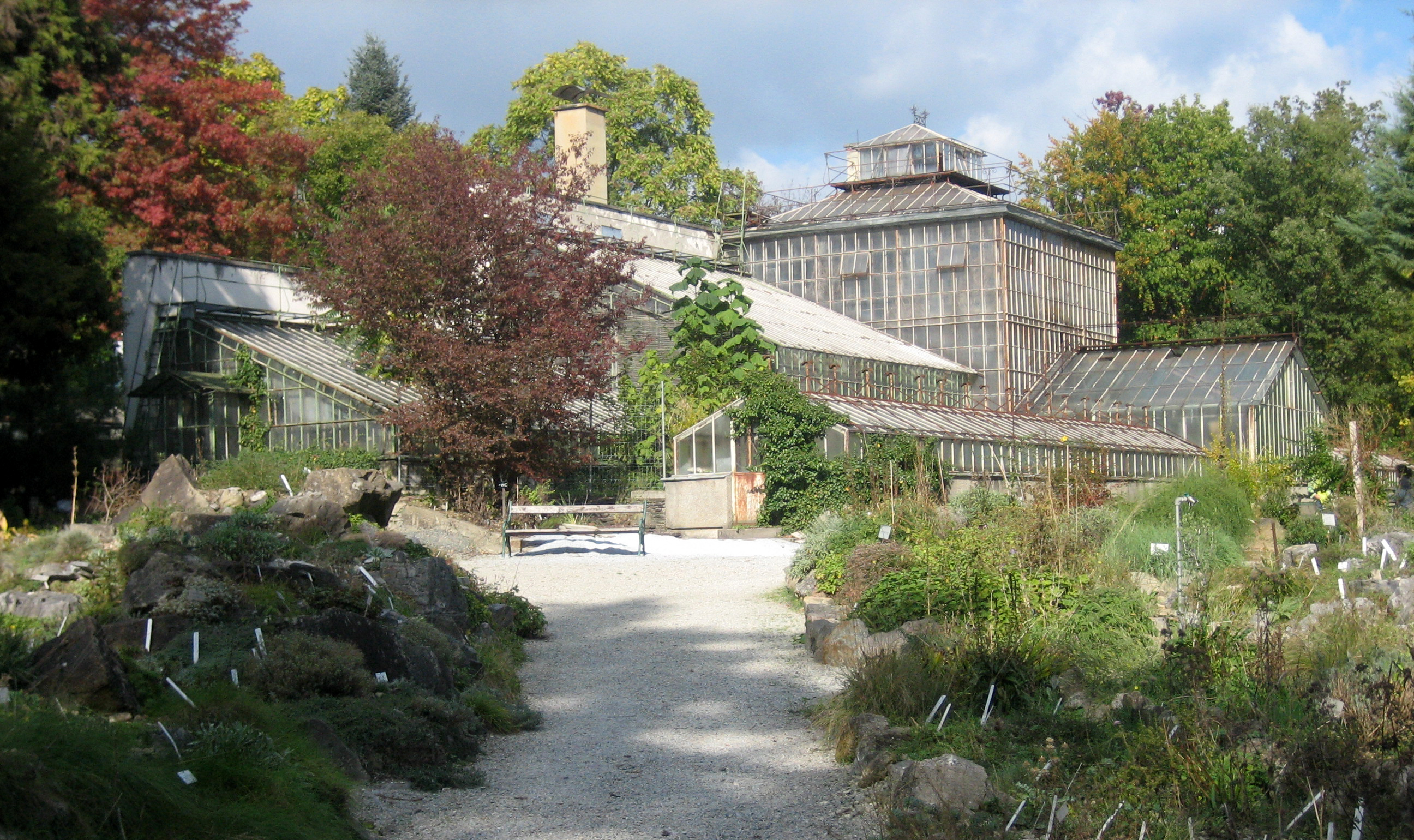
Altes Gewächshaus vor der Sanierung
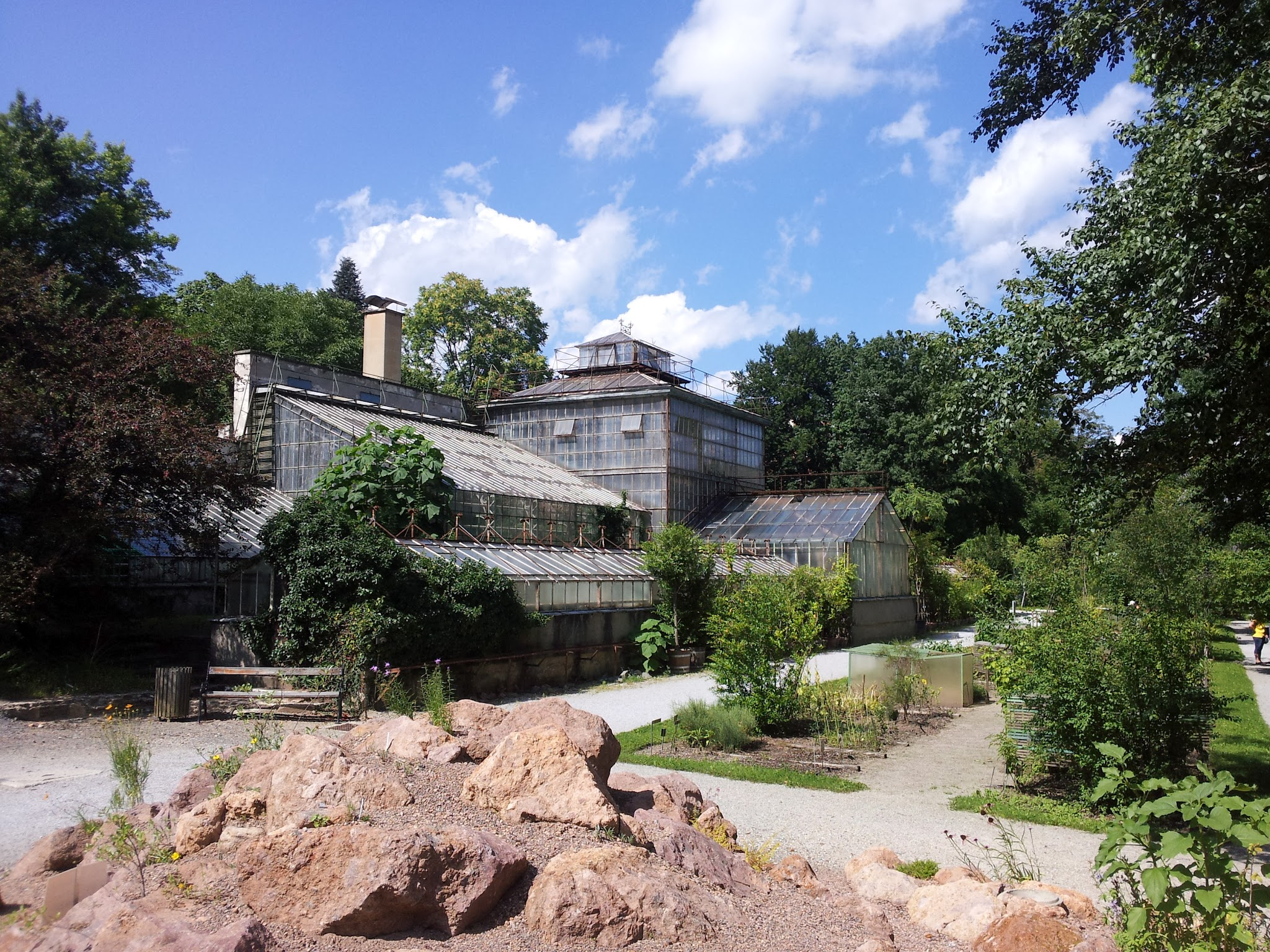
Altes Gewächshaus vor der Sanierung vom Alpinum aus gesehen
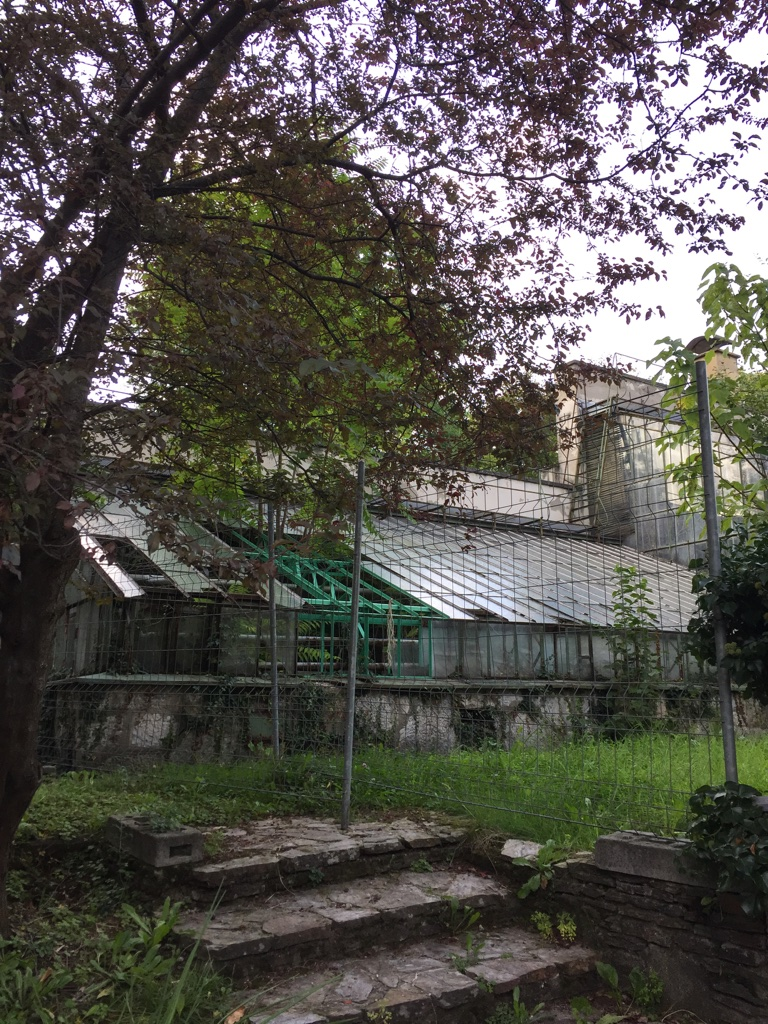
Altes Gewächshaus während der Sanierung
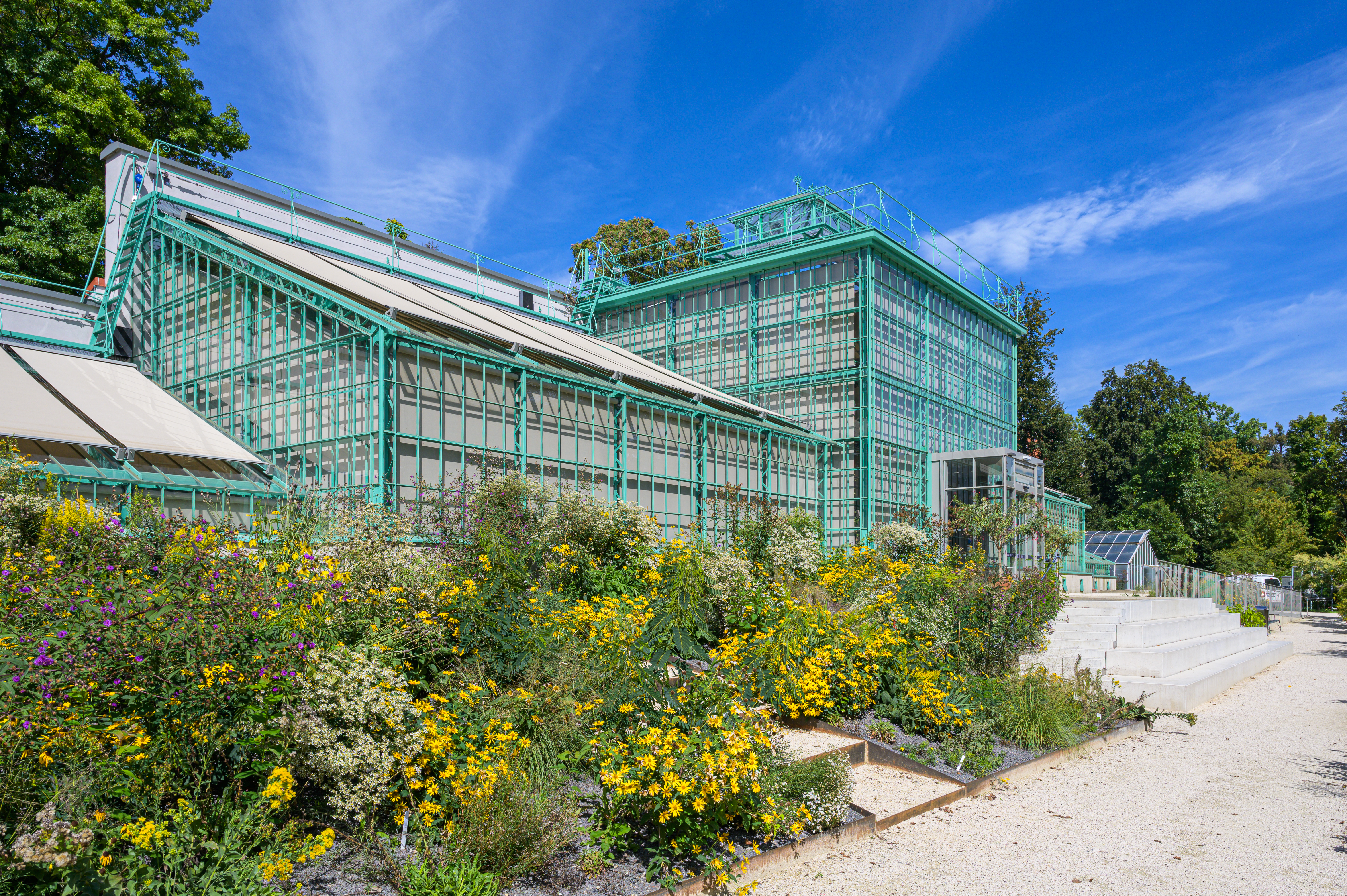
Altes Gewächshaus nach der Sanierung
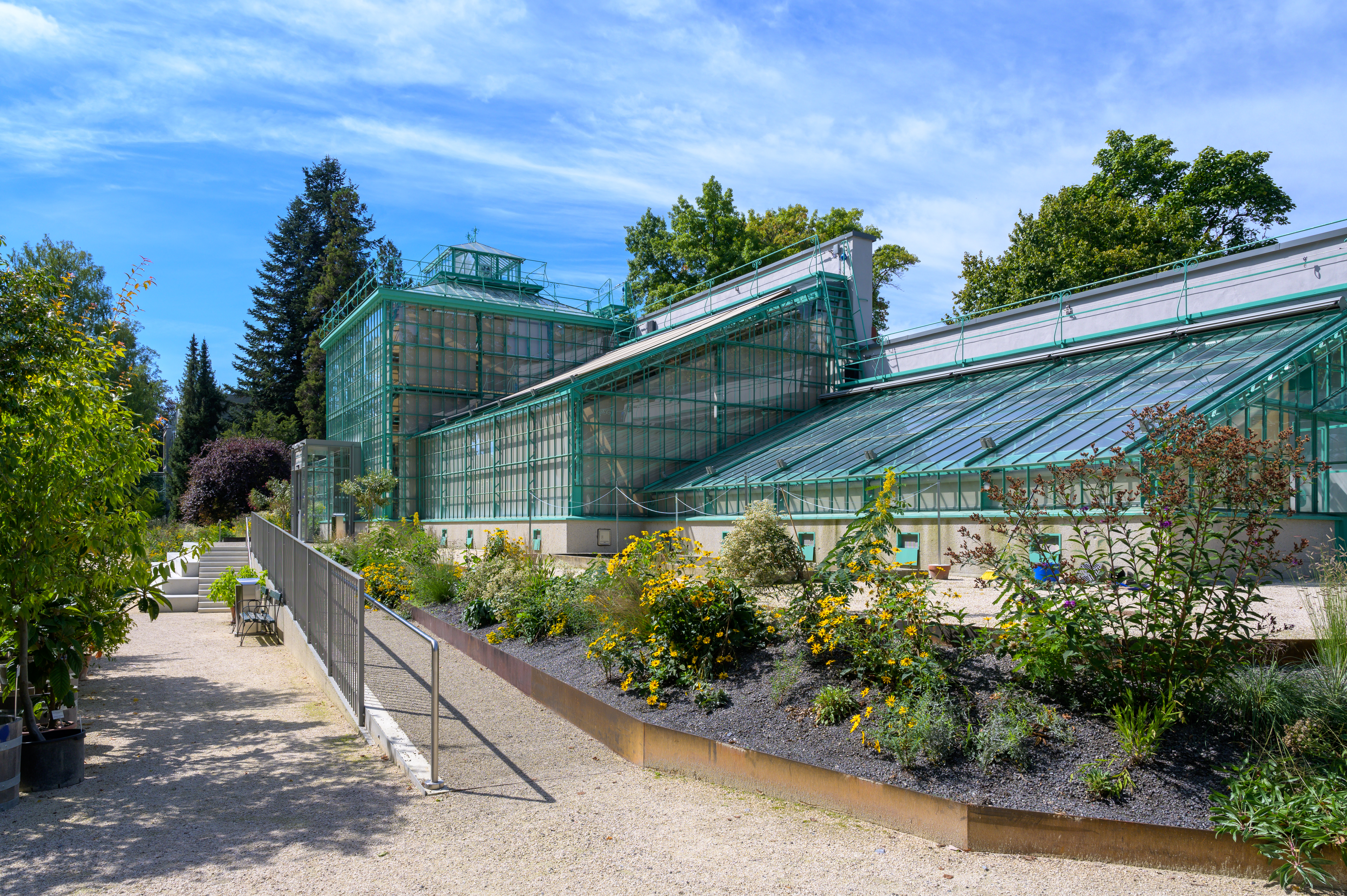
Altes Gewächshaus nach der Sanierung
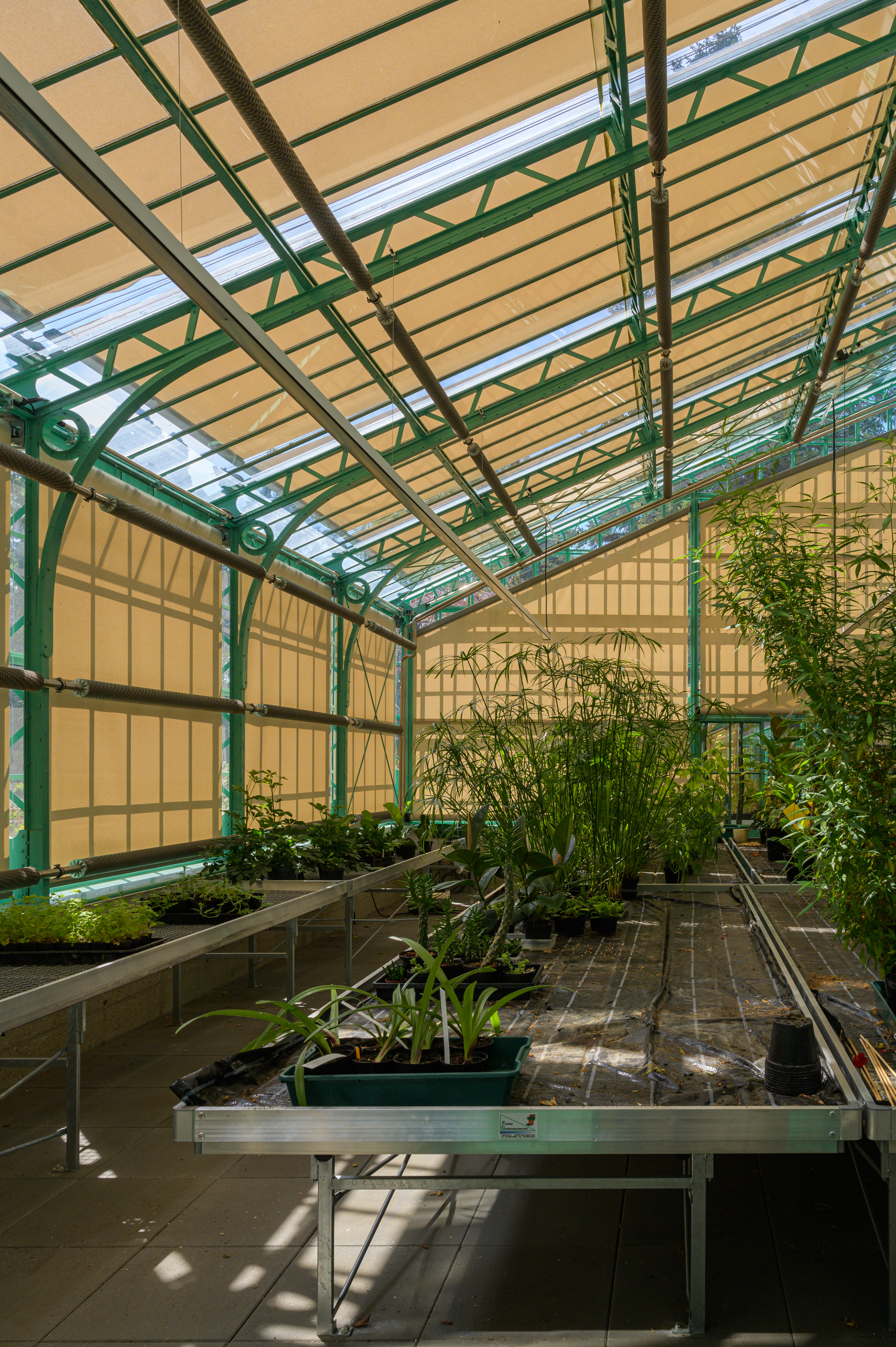
Altes Gewächshaus innen, nach der Sanierung